# ゴーティエ・ガロン
ゴーティエ・ガロン（Gautier Gallon、1993年4月23日 - ）は、フランス・ニース出身のサッカー選手。スタッド・レンヌ所属。ポジションはGK。

## クラブ経歴
ニーム・オリンピックの下部組織を経て、2014-15シーズンの5月2日、リーグ・ドゥのトロワAC戦にてプロデビューを果たした。
2017年7月1日、フリーでUSオルレアンに移籍した。
2018年6月17日、2018-19シーズンよりトロワACへ加入することが決定した。
2023年7月5日、3年契約でスタッド・レンヌへ移籍した。